# Guvernul Ion Gh. Maurer (4)

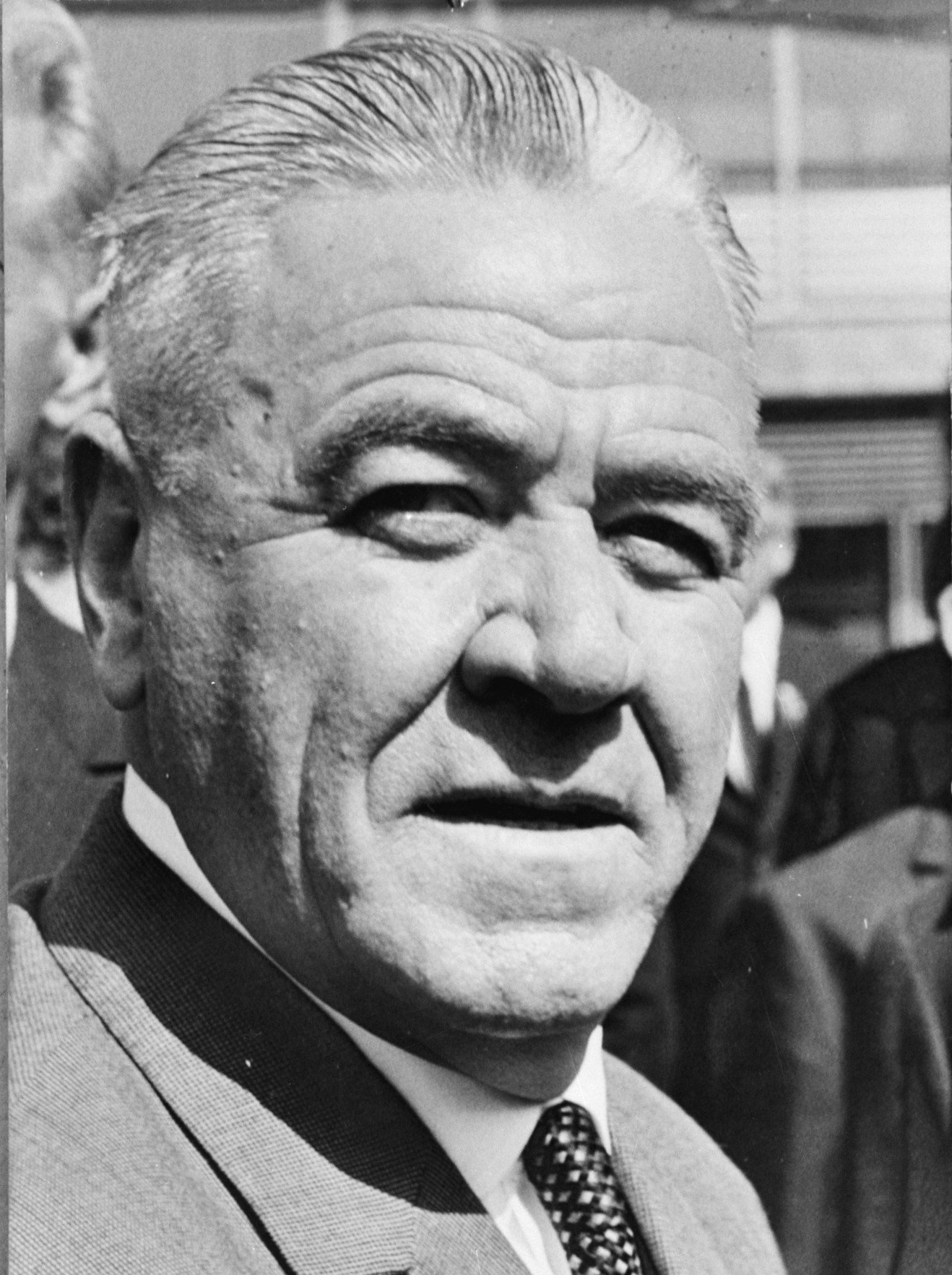
Maurer în 1967

Guvernul Ion Gh. Maurer (4) a fost un consiliu de miniștri care a guvernat România în perioada 9 decembrie 1967 - 12 martie 1969.

## Modificări în componența guvernului
- 11 decembrie 1967 - Mai aveau rang de miniștri și participau la ședințele Consiliului de Miniștri: președintele Consiliului Central al Uniunii Generale a Sindicatelor și președintele Consiliului Central al Uniunii Naționale a Cooperativelor Agricole de Producție.

## Componența
- Președintele Consiliului de Miniștri

Ion Gheorghe Maurer (9 decembrie 1967 - 12 martie 1969)

### Vicepreședinți ai Consiliului de Miniștri
- Prim-vicepreședinte al Consiliului de Miniștri

Ilie Verdeț (9 decembrie 1967 - 12 martie 1969)
- Vicepreședinte al Consiliului de Miniștri

Alexandru Bârlădeanu (9 decembrie 1967 - 28 ianuarie 1969)
- Vicepreședinte al Consiliului de Miniștri

Alexandru Drăghici (9 decembrie 1967 - 25 mai 1968)
- Vicepreședinte al Consiliului de Miniștri

János Fazekas (9 decembrie 1967 - 12 martie 1969)
- Vicepreședinte al Consiliului de Miniștri

Gheorghe Gaston Marin (9 decembrie 1967 - 12 martie 1969)
- Vicepreședinte al Consiliului de Miniștri

Iosif Banc (9 decembrie 1967 - 12 martie 1969)
- Vicepreședinte al Consiliului de Miniștri

Gheorghe (Gogu) Rădulescu (9 decembrie 1967 - 12 martie 1969)
- Vicepreședinte al Consiliului de Miniștri

Emil Drăgănescu (3 iulie 1968 - 12 martie 1969)

### Miniștri
- Ministrul de interne

Cornel Onescu (9 decembrie 1967 - 12 martie 1969)
- Ministrul de externe

Corneliu Mănescu (9 decembrie 1967 - 12 martie 1969)
- Ministrul justiției

Adrian Dimitriu (9 decembrie 1967 - 12 martie 1969)
- Ministrul forțelor armate

Ion Ioniță (9 decembrie 1967 - 12 martie 1969)
- Președintele Comitetului de Stat al Planificării (cu rang de ministru)

Maxim Berghianu (9 decembrie 1967 - 12 martie 1969)
- Ministrul finanțelor

Aurel Vijoli (9 decembrie 1967 - 16 iulie 1968)
Virgil Pârvu (16 iulie 1968 - 12 martie 1969)
- Ministerul industriei metalurgice

Ion Marinescu (9 decembrie 1967 - 12 martie 1969)
- Ministrul industriei chimice

Constantin Scarlat (9 decembrie 1967 - 12 martie 1969)
- Ministrul industriei petrolului

Alexandru Boabă (9 decembrie 1967 - 12 martie 1969)
- Ministrul minelor

Bujor Almășan (9 decembrie 1967 - 12 martie 1969)
- Ministrul energiei electrice

Emil Drăgănescu (9 decembrie 1967 - 10 iulie 1968)
Octavian Groza (10 iulie 1968 - 12 martie 1969)
- Ministrul industriei construcțiilor

Dumitru Mosora (9 decembrie 1967 - 12 martie 1969)
- Ministrul construcțiilor de mașini

Mihai Marinescu (9 decembrie 1967 - 12 martie 1969)
- Ministrul construcțiilor pentru industria chimică și rafinării

Matei Ghigiu (9 decembrie 1967 - 12 martie 1969)
- Ministrul industriei ușoare

Alexandru Sencovici (9 decembrie 1967 - 12 martie 1969)
- Președintele Consiliului Superior al Agriculturii

Nicolae Giosan (9 decembrie 1967 - 12 martie 1969)
- Ministrul economiei forestiere

Mihai Suder (9 decembrie 1967 - 12 martie 1969)
- Ministrul industriei alimentare

Bucur Șchiopu (9 decembrie 1967 - 12 martie 1969)
- Ministrul comerțului interior

Mihail Levente (9 decembrie 1967 - 29 martie 1968)
Ion Pățan (29 martie 1968 - 12 martie 1969)
- Ministrul comerțului exterior

Gheorghe Cioară (9 decembrie 1967 - 12 martie 1969)
- Ministrul căilor ferate

Florian Dănălache (9 decembrie 1967 - 12 martie 1969)
- Ministrul transporturilor auto, navale și aeriene

Ion Baicu (9 decembrie 1967 - 12 martie 1969)
- Ministrul poștelor și telecomunicațiilor

Mihai Bălănescu (9 decembrie 1967 - 12 martie 1969)
- Ministrul sănătății

Aurel Moga (9 decembrie 1967 - 12 martie 1969)
- Ministrul muncii

Petre Blajovici (9 decembrie 1967 - 12 martie 1969)
- Ministrul pentru Problemele Tineretului (în calitate de prim-secretar al C.C. al U.T.C.)

Ion Iliescu (11 decembrie 1967 - 12 martie 1969)
- Ministrul învățământului

Ștefan Bălan (9 decembrie 1967 - 12 martie 1969)

### Miniștri secretari de stat
- Președintele Consiliului Securității Statului (cu rang de ministru)

Ion Stănescu (7 mai 1968 - 12 martie 1969)
- Președintele Comitetului de Stat pentru Cultură și Artă (cu rang de ministru)

Pompiliu Macovei (9 decembrie 1967 - 12 martie 1969)
- Președintele Consiliului Național al Cercetării Științifice (cu rang de ministru)

Alexandru Bârlădeanu (9 decembrie 1967 - 5 decembrie 1968)
Nicolae Murguleț (5 decembrie 1968 - 12 martie 1969)
- Președintele Comitetului de Stat pentru Problemele Administrației Locale (cu rang de ministru)

Mihai Gere (9 decembrie 1967 - 12 martie 1969)
- Președintele Comitetului de Stat pentru Problemele de Organizare și Salarizare (cu rang de ministru)

Petre Lupu (9 decembrie 1967 - 12 martie 1969)
- Președintele Consiliului Economic (cu rang de ministru)

Manea Mănescu (9 decembrie 1967 - 12 martie 1969)
- Președintele Comitetului pentru Prețuri (cu rang de ministru)

Roman Moldovan (9 decembrie 1967 - 12 martie 1969)

## Sursa
- Stelian Neagoe - "Istoria guvernelor României de la începuturi - 1859 până în zilele noastre - 1995" (Ed. Machiavelli, București, 1995)
- Rompres Arhivat în 11 februarie 2007, la Wayback Machine.

| Precedat(ă) de: Guvernul Ion Gh. Maurer (3) | Guvernul Ion Gh. Maurer (4) 9 decembrie 1967 - 12 martie 1969 | Succedat(ă) de: Guvernul Ion Gh. Maurer (5) |